# L'universo in un guscio di noce
L'universo in un guscio di noce (The Universe in a Nutshell) è uno dei libri scritti da Stephen Hawking riguardo alla fisica teorica. L'intento è la divulgazione al grande pubblico delle questioni inerenti al lavoro del Professore Lucasiano, come i Teoremi di incompletezza di Gödel o le P-brane (componenti della teoria delle superstringhe in meccanica quantistica). Racconta inoltre la storia e i principi della fisica moderna.
Nel 2002 questo saggio scientifico vinse l'Aventis Prizes for Science Books. È comunemente ritenuto un sequel del bestseller Dal big bang ai buchi neri. Breve storia del tempo (pubblicato nel 1988) al fine di aggiornare i lettori sugli ultimi sviluppi delle teorie fisiche.